# ホープウェル計画
ホープウェル計画（ホープウェルけいかく）とは、タイ王国の首都バンコク都市部における交通近代化を目指した公共事業の俗称である。（英名：”Bangkok Elevated Road and Train System”、略称”BERTS”）1990年に計画は開始したものの、工事の大幅な遅延により頓挫。1998年には完全に白紙となった。

## 概要
劣悪な交通渋滞で有名なバンコク中心部を南北に縦断するタイ国鉄の本線は、市街地内での随所に一般道路と交差しており、慢性的な列車遅延が問題となっていた。
交通問題を解決すべく香港の投資会社ホープウェル・ホールディングス（合和実業）現地法人（以下、親会社・現地法人併せてホープウェル社と略す）によって立案された本計画は、ホープウェル社が長大な鉄道道路併用橋の建設資金を投じる見返りに30年間の運営権を獲得するという内容で、タイ国有鉄道、タイ運輸省を加えた三者間で契約が結ばれ（この時の契約内容が後に問題となる）、1990年に承認、免許交付された。

### 構想
地上にある既存の鉄道線に沿って鳥居状の支柱を多数設置し、これに海底トンネルでいうところのケーソンと似た箱状構造物を貫通させた高架橋を営業中の国鉄本線直上に建設するという構想であった。箱状構造の内部空間は鉄道在来線と高速鉄道を、構造最上部には高速道路を、不要となった地上の鉄道跡地は一般道路およびテナントの入居に転用し、これらを一体で整備することで交通量の飽和を改善する予定であった。非常に大掛かりな計画ではあるが財政難のタイ側にとって負担が少ないこと、とくに鉄道用地を流用することで用地を収用しやすい点が評価された。
フワランポーン駅にほど近いヨムマラートを中心として東西南北に伸びる総延長約60kmのルートは３つの工区に分かれ、第一工区にあたるフアマーク-ヨムマラート間、およびヨムマラート-ランシット間は1995年12月に、残る工区のタリンチャン - ヨムマラート - ポーニミットは1999年12月完成予定であった。

## 計画凍結
ところが、工事は一向に進まなかった。当のホープウェル社側は政府が約束した用地提供が遅延している為と主張した。
1992年、緊縮財政・汚職追放を掲げるアナン政権が工事中断を命令する一幕があったものの、1993年建設開始にこぎつけた。しかし、一部完成予定の1995年を迎えても工事は進まないまま1997年7月のアジア通貨危機が訪れる。かねてからホープウェル社の資金繰りが困難に直面していることを当事者が認めていたが、更に悪化したことで完全に工事は中断。同年9月、ついに免許取消という形で強制執行処分が下った。翌年には政府が契約破棄し正式に計画破綻となったが、最終的な進捗はわずか10%ないし13%という判定であった。国鉄線に沿って南北に千にも及ぶ支柱の残骸が整列する様は『バンコクのストーンヘンジ』にも例えられ、同時にホープウェル社は『ホープレス』と揶揄された。

### 杜撰な契約
当初に結ばれた契約は支出の発生しない政府側にとって非常に魅力的なものであったが、契約終了の条件に関する要項に決定的な不備があった。政府側には工事の遅れを理由とし契約を失効させる権利を持っていなかったことが判明した。このことは後の裁判に大きな影響を与えた。
事業費800億バーツ（当時レートで32億USドル)という巨大プロジェクトの実態、たとえば楽観的に見積もられた費用対効果や工期といった杜撰な計画が後に露呈。契約に関する不正の噂もつきまとった。

### 杜撰な設計
2005年の段階で、建設された支柱の耐荷重は計画値を満たしていなかった可能性が高いことが報じられている。（予定の約30%にも満たない水準）この報道が事実であれば、仮に完成したとしても耐用年数を待たず深刻な事態が生じる恐れが多分にあったとみられる。
2010年代に入ると（鉄骨剥き出しで放置されていたとはいえ）一部の支柱が崩壊を始めるなど劣化は明らかであった。

### 復活の動き
2013年には新規の鉄道整備事業としてタイ国鉄北本線の高架化を含むダークレッドライン計画が開始された。当初原案では本計画により放棄された支柱を流用することで工費を削減する目論みであったが、前述のように結局ほとんどが流用できず、約2億バーツをかけて一部を除き撤去されることとなった。

## 撤去

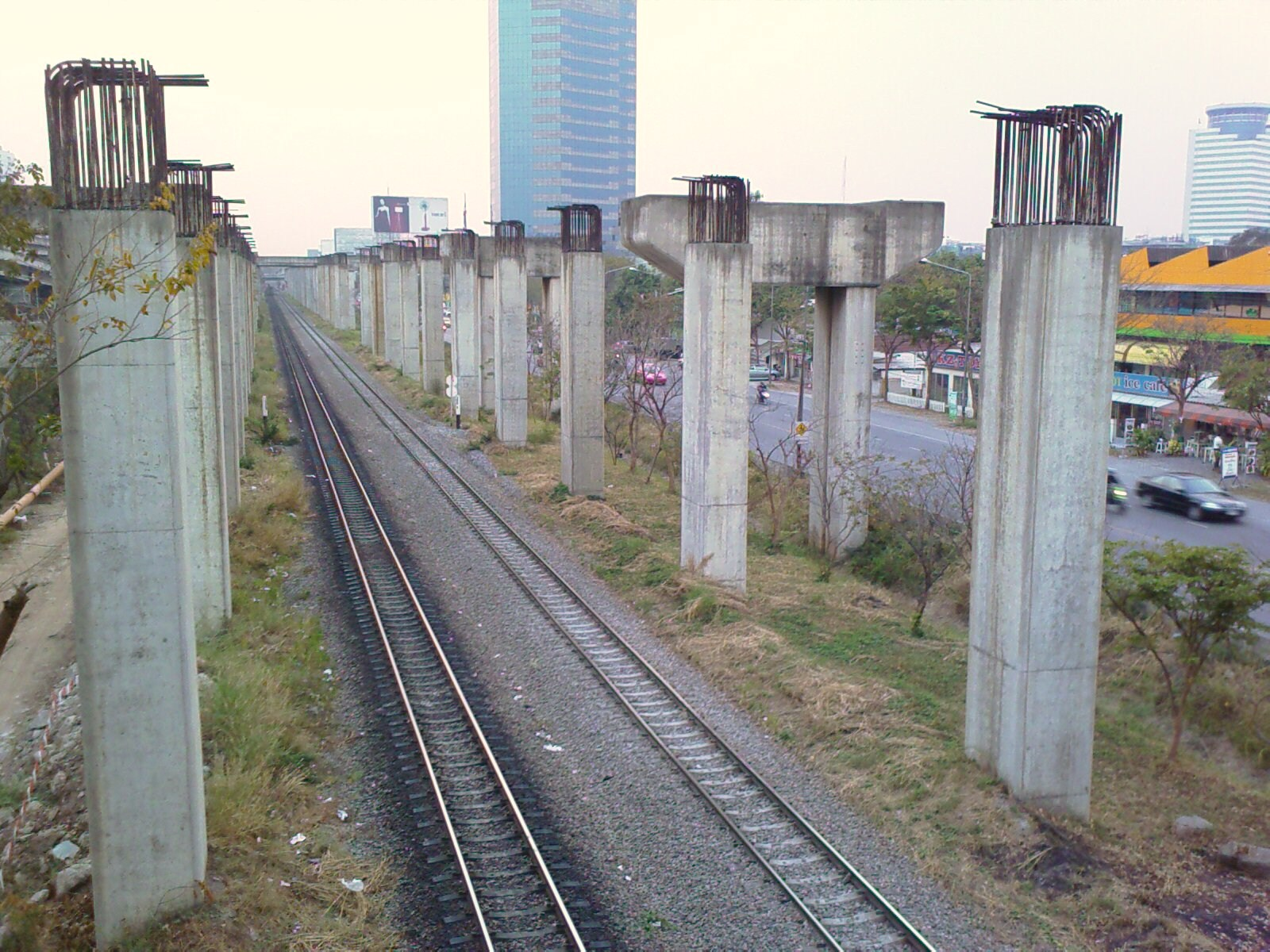
北本線沿いに残された支柱

本計画では土地収用の価格低減及び工事の迅速化の観点より北本線の直上を通る区間が大半であった（右写真参照）。これに対してダークレッドライン計画では北本線に対してやや西側に設定された。この為北本線西側に設置された支柱は撤去され、東側の支柱は撤去されず（必ずしも全箇所ではない）に今日に至る。

## 裁判
前述のように、ホープウェル社はタイ側の一方的な契約違反による計画中止で800億バーツの損害を被ったと主張し提訴。
2019年、行政裁判所はタイ国鉄とタイ運輸省に対し、損害賠償金118億8000万バーツに利息分を併せた約250億バーツをホープウェル社側に支払うよう命じた。

## 年表
- 1990年11月9日 - チャチャイ政権において事業承認される
- 1991年2月 - クーデター発生。チャチャイ政権からアナン政権へ
- 1992年 - 工事中止命令
- 1993年 - 着工
- 1997年7月 - アジア通貨危機発生
- 1998年 - 政府により計画撤回
- 2019年4月23日 - 行政裁判所、ホープウェル社の損害を認め、タイ政府およびタイ国鉄に対し賠償金を支払うよう命じる